# Anthurium anchicayense
Anthurium anchicayense Croat, 2003 è una pianta della famiglia delle Aracee, endemica della Colombia.